# Neitsytsaari (ö i Birkaland, Södra Birkaland)
Neitsytsaari är en ö i Finland.   Den ligger i kommunen Valkeakoski i den ekonomiska regionen  Södra Birkaland och landskapet Birkaland, i den södra delen av landet, 130 km nordväst om huvudstaden Helsingfors.